# Walter López (Fußballspieler, 1985)

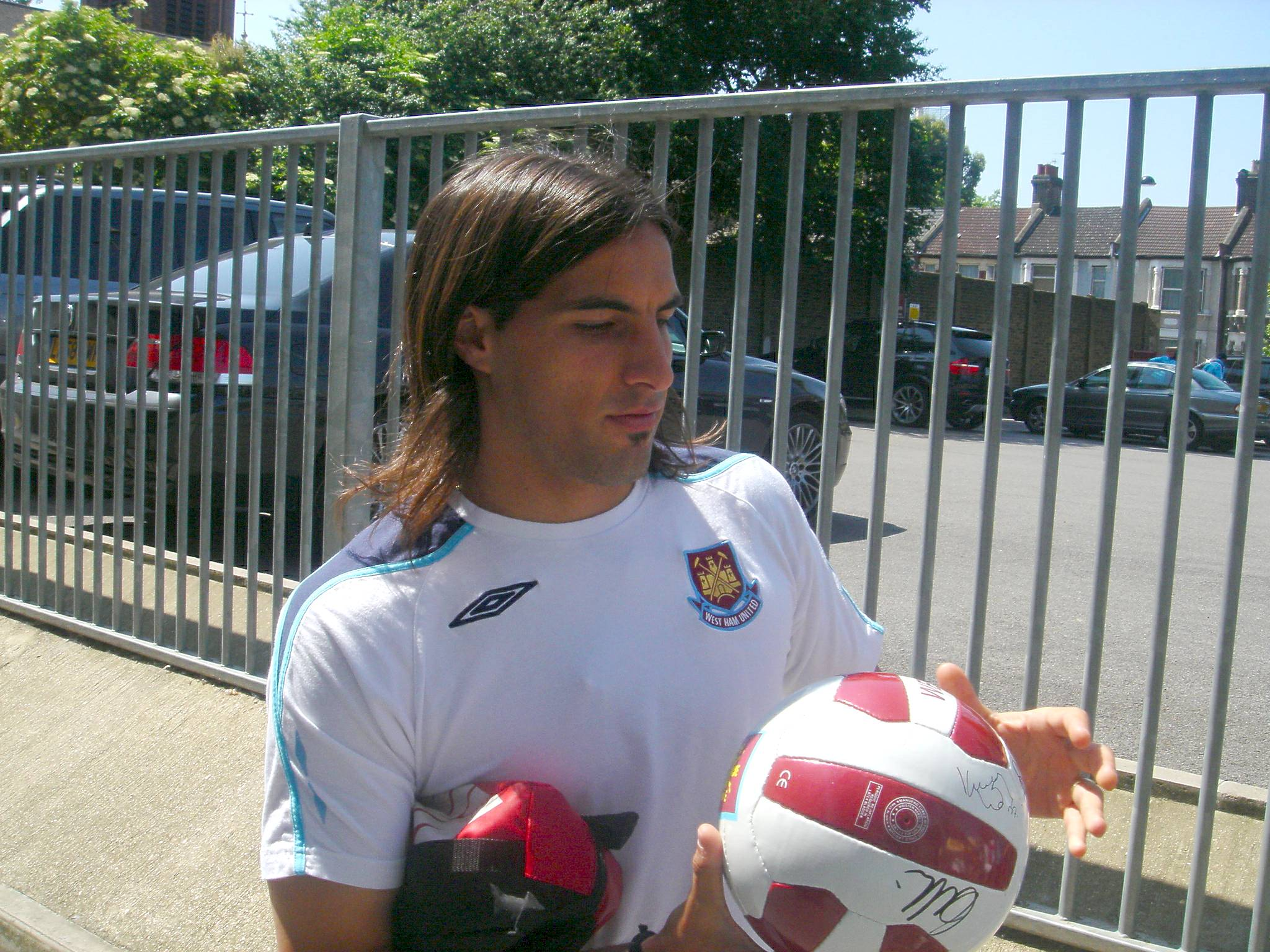
Walter López (2009)

Walter López, vollständiger Name Walter Alberto López Gasco, (* 15. Oktober 1985 in Montevideo) ist ein uruguayischer ehemaliger Fußballspieler.

## Karriere

### Verein
Der 1,82 Meter große Defensivakteur López gehörte zu Beginn seiner Karriere in der Saison 2003 dem Kader des seinerzeitigen Zweitligisten Racing an und bestritt dort in der Apertura 2003 13 Partien (ein Tor) in der Segunda División. Es folgte eine Station beim argentinischen Verein CA San Martín de Tucumán im Jahre 2004. Von dort wechselte er zu River Plate Montevideo und stand für die Mannschaft der „Darseneros“ ab 2005 44-mal (fünf Tore) in der Primera División auf dem Platz (2005: 2 Spiele/1 Tor, 2005/06: 31/3, Apertura 2006: 11/1). Mitte Januar 2007 schloss er sich auf Leihbasis dem spanischen Klub Deportivo Xerez an. In der Saison 2006/07 kam er dort elfmal (kein Tor) in der Liga BBVA zum Einsatz. In der Apertura 2007 bestritt er – ebenfalls im Rahmen einer im Juli 2007 begonnenen Ausleihe – drei Begegnungen (kein Tor) in der Primera División. In der Clausura 2008 war er wieder für River Plate Montevideo aktiv und absolvierte zwei Erstligaspiele (kein Tor). Nachdem sein Vertrag bei den Montevideanern ausgelaufen war, führt sein Karriereweg Anfang September 2008 nach England zu West Ham United. Er unterschrieb einen Einjahresvertrag. Er lief in der Saison 2008/09 in vier Spielen (kein Tor) der Premier League auf. Mitte September 2009 setzte er seine Laufbahn als Leihspieler in Italien bei Brescia Calcio fort. In Reihen der Italiener stehen in der Spielzeit 2009/10 32 Spiele in der zweitklassigen Serie B zu Buche. Dabei erzielte er einen Treffer. In der Saison 2010/11 folgte eine Station in Rumäniens höchster Spielklasse bei Universitatea Craiova. Nach vier Erstligaeinsätzen (kein Tor) wechselte er im Juli 2011 zurück nach Uruguay zum Club Atlético Peñarol. Bei den „Aurinegros“ wurde er in der Spielzeit 2011/12 in 13 Ligapartien eingesetzt, schoss zwei Tore und zog bereits während der Saison auf Leihbasis nach der Apertura im Januar 2012 weiter zum paraguayischen Verein Cerro Porteño. Beim Klub aus der Hauptstadt Asunción lief er in insgesamt 28 Erstligaspielen auf, schoss drei Tore und gewann mit der Mannschaft die Apertura 2012. Auch wurde er siebenmal (ein Tor) in der Copa Sudamericana eingesetzt. Anfang Januar 2013 kehrte er zu Peñarol zurück und trug mit drei Ligaeinsätzen (kein Tor) in der restlichen Spielzeit 2012/13 zum Gewinn der uruguayischen Meisterschaft bei. Überdies weist die Statistik auch drei Begegnungen der Copa Libertadores mit seiner Mitwirkung aus. Im September 2013 wurde zunächst sein Wechsel zum AS Bari vermeldet. Letztlich spielte er jedoch ab diesem Monat der italienische Klub US Lecce sein Arbeitgeber. 29-mal (zwei Tore) lief er in der Spielzeit 2013/14 für den Verein aus Apulien in der Serie C1 auf. In der Saison 2014/15 wurde er 31-mal (kein Tor) in der Liga und zweimal (kein Tor) in der Coppa Italia eingesetzt. Anfang Juli 2015 wechselte er zum paraguayischen Klub Sol de América. Dort stand er in 20 Ligaspielen auf dem Platz und schoss ein Tor. Mitte Januar 2016 schloss er sich dem italienischen Drittligisten Benevento Calcio an. Bis Saisonende absolvierte er für den Klub 17 Ligaspiele (kein Tor) in der Serie C. Nach dem Aufstieg seines Klubs lief er in der Zweitligaspielzeit 2016/17 in 31 Ligapartien auf und erzielte einen Treffer. In den Play-offs schaffte er mit Benevento den Aufstieg in die Serie A. López wechselte jedoch im Sommer 2017 zu Spezia Calcio.

### Nationalmannschaft
López debütierte am 21. Mai 2006 mit einem Startelfeinsatz beim 1:0-Sieg im Freundschaftsspiel gegen Nordirland unter Trainer Óscar Tabárez in der uruguayischen A-Nationalmannschaft. Es absolvierte zwei weitere Länderspiele am 27. Mai 2006 gegen die Auswahl von Serbien und Montenegro und am 2. Juni 2006 gegen Tunesien.

### Erfolge
- Paraguayischer Meister: 2012 (Apertura)
- Uruguayischer Meister: 2012/13
- Aufstieg in die Serie A: 2016/17